# Börtnen
Der Börtnen ist ein See in der Gemeinde Berg, in der schwedischen Provinz Jämtlands län. Der See ist Teil des Ljungan-Flusssystems und gliedert sich in zwei verbundene Teile, den Stor-Börtnen oder Börtnessjön und den Lill-Börtnen. Das Dorf Börtnan, welches vor allem für seine Fischzucht bekannt ist, liegt am Nordende des Stor-Börtnen.
Neben dem Ljungan münden auch der Arån, der Aloppan und der Galån in den Börtnen. Der See weist einen großen, natürlichen Bestand an Fischen auf, wie Hechte, Barsche, Äschen, Forellen und Saiblinge.
Bevor die Teilseen als Stor-Börtnen und Lill-Börtnen (deutsch: Großer und Kleiner Börtnen) bezeichnet wurden, hießen sie Yttre und Övre Börtnen (deutsch: Äußerer und Oberer Börtnen).